# Kwame Kizito
Kwame Kizito (sinh ngày 21 tháng 7 năm 1996) ở Anomabu, miền trung Ghana là một cầu thủ bóng đá người Ghana hiện tại thi đấu ở vị trí tiền đạo cho câu lạc bộ hàng đầu Ghana Accra Hearts of Oak Sporting Club ở Giải bóng đá ngoại hạng Ghana. Anh gia nhập The Phobians năm 2015.

## Sự nghiệp ban đầu
Kwame khởi đầu sự nghiệp với đội trẻ Golden Tulip Academy của Ghana. Sau một mùa giải ấn tượng với Academy, anh chuyển đến FC Kolon Academy nơi anh được do thám bởi Glow Lamps Academy. Được thi đấu bóng đá chuyên nghiệp luôn là niềm mơ ước của Kwame. Năm 2013, Golden Lions Soccer Academy Team A ký hợp đồng với cầu thủ trẻ nơi anh thi đấu một mùa giải trước khi thu hút sự chú ý của câu lạc bộ tại Giải bóng đá ngoại hạng Ghana là Accra Hearts of Oak Sporting Club.

## Cá nhân
Kwame sinh ra ở Anomabo, một thị trấn ở miền trung Ghana, trong gia đình của Mr. và Mrs. Kizito (đều là người Ghana).

## Thống kê sự nghiệp
| Câu lạc bộ                        | Số trận | Bàn thắng |
| Glow Lamp Soccer Academy          | 30      | 6         |
| Golden Lions Academy              | 32      | 3         |
| Accra Hearts of Oak Sporting Club | 30      | 8         |

## Thành tích cá nhân
- 2014, Danh hiệu Cầu thủ ghi nhiều bàn thắng nhất, Glow Lamp Soccer Academy, Ghana

## Thành tích câu lạc bộ
- 2015, Vô địch Cúp Chủ tịch, Accra Hearts of Oak Sporting Club, Ghana